# リスクの神様
『リスクの神様』（リスクのかみさま）は、2015年7月8日から9月16日まで毎週水曜日22時 - 22時54分に、フジテレビ系の「水曜10時」枠で放送された日本のテレビドラマである。主演は堤真一。

## ストーリー
日本最大の商社・サンライズ物産は、新たに「危機対策室」を設立することになる。危機対策室長として呼ばれたのは、アメリカで数々のリスクを解決し「リスクの神様」とまで言われたた西行寺智だった。
その頃、サンライズ物産と生島電気との間で立ち上げた合弁会社にて、「LIFE」プロジェクトがスタートする。しかし、「LIFEバッテリー」を搭載した掃除機に重要な欠陥が見つかり、電機部主任・神狩かおりは責任をとらされる。社内で行き場を失う神狩を、西行寺は危機対策室に迎え入れ、あらゆる危機、リスクについて対策を行っていく。

## キャスト

### サンライズ物産
西行寺 智（さいぎょうじ さとし）〈47〉
演 - 堤真一
危機対策室長。過去にはアメリカ政府関連の危機対策などにも関係していた。
神狩 かおり（かがり かおり）〈30〉
演 - 戸田恵梨香
電機部主任。LIFEプロジェクトの開発責任者だったが火災事故の責任を取らされ、危機対策室に迎え入れられる。
結城 実（ゆうき みのる）〈35〉
演 - 森田剛
危機対策室渉外担当。
種子島 敏夫（たねがしま としお）〈45〉
演 - 古田新太
危機対策室調査主任。
財部 栄一（たからべ えいいち）〈60〉
演 - 志賀廣太郎
危機対策室副室長。
橘 由香（たちばな ゆか）〈37〉
演 - 山口紗弥加
広報部主任。
原田 清志（はらだ きよし）〈33〉
演 - 満島真之介
薬品部主任。
天童 徳馬（てんどう とくま）〈75〉
演 - 平幹二朗
顧問。
坂手 光輝（さかて みつき）〈60〉
演 - 吉田鋼太郎
社長。
白川 誠一郎（しらかわ せいいちろう）〈58〉
演 - 小日向文世
専務。

### その他
関口 孝雄（せきぐち たかお）〈73〉
演 - 田中泯
車いすの老人。西行寺の父。

### ゲスト
第1話
- 生島 徹 - 風間トオル（生島電機社長）
- 平岡 悟 ‐ 石原善暢

第2話
- 天野 昭雄 - 飯田基祐（豊川フーズ社長）
- 麻生 次郎 - 岡本信人（豊川フーズ総務部長）

第3話
- 薮谷 虎之助 - 名高達男（民自党代議士、次期総裁候補）※第9話にも出演
- 北条 ちなみ - 新川優愛（トップアイドルで由香の友人）
- 若い女性 - エミ・レナータ（薮谷の密会相手）
- 高原 - 若林誠（映画スタッフでちなみの友人）
- 大友 - 岡部たかし（ライター）
- 薮谷虎之助の秘書 - 北山雅康

第4話
- 塚原 典雄 - 浅野和之（波丘樹脂社長）
- 有田 俊介 - 坂田聡（波丘樹脂の従業員）
- 有田 水江 - 西尾まり（地元の水産加工会社の従業員で、俊介の妻）
- 有田 剛 - 藤本哉汰（俊介と水江の息子）

第5話
- 袴田 明 - 桜井聖（サンライズ物産マレーシア駐在所の所長）
- 袴田 美沙 - 田中美里（明の妻）

第6話
- 望月 貴子 - 中山忍（新陽薬品社員でプロジェクトリーダー）
- 進藤 栄作 - 中丸新将（新陽薬品社長）
- 大鷹  満子 - 筒井真理子（新陽薬品取締役でプロジェクト総責任者）
- 中山 治夫 ‐ 隈部洋平

第7話
- 岡崎 竜太郎 - 小野武彦（烏丸屋ホールディングス前社長）
- 岡崎 大樹 - 中村俊介（烏丸屋ホールディングス現社長で竜太郎の息子）
- 片山 収造 - 手塚とおる（烏丸屋ホールディングスの株を10%取得した投資会社・片山ファンドの代表）
- 花村 慶介 - 大谷亮介（烏丸屋ホールディングス監査役）
- 葛城 修吾 ‐ 須永慶（烏丸屋ホールディングス専務）

第8話
- 高中 桐子 - 高橋ひとみ（トウセンの社長）
- 小松 史郎 - 阿南健治（トウセンの経理部長）

第9話
- 峰岸 光仁- 伊藤正之（サンエアーズの環境事業部長）
- 林原 のぞみ - 黒坂真美（サンエアーズの開発部主任）
- 永嶋 - 羽場裕一（サンエアーズ環境事業担当常務）

第10話（最終話）
- フォー - 木下ほうか（ジアグローバル証券代表）第7話にも、出演している。

## スタッフ
- 脚本 - 橋本裕志
- 音楽 - 林ゆうき
- 演出 - 石川淳一、城宝秀則、菊川誠
- ノベライズ - 百瀬しのぶ（小学館文庫）
- 企画 - 成河広明、加藤達也
- プロデューサー - 高丸雅隆
- 制作 - フジテレビ、共同テレビ
- 制作著作 - 共同テレビ

## 放送日程
| 放送回                                                         | 放送日  | サブタイトル                                              | 演出     | 視聴率 |
| -------------------------------------------------------------- | ------- | --------------------------------------------------------- | -------- | ------ |
| 第1話                                                          | 7月08日 | 危機こそチャンス…現れた謎の救世主！                       | 石川淳一 | 7.0%   |
| 第2話                                                          | 7月15日 | 食品に異物が混入…倒産の危機を救え！                       | 石川淳一 | 6.8%   |
| 第3話                                                          | 7月22日 | アイドルと次期首相2つのスキャンダル…隠された真実を守れ    | 城宝秀則 | 5.7%   |
| 第4話                                                          | 8月05日 | 美しき海を救え！爆発事故と海洋汚染…隠された罪とは？       | 城宝秀則 | 5.0%   |
| 第5話                                                          | 8月12日 | 誘拐事件を解決せよ！命かけた究極の選択                    | 石川淳一 | 4.8%   |
| 第6話                                                          | 8月19日 | 盗まれた会社の秘密容疑者は11人の同僚!? 産業スパイは誰だ？ | 菊川誠   | 4.9%   |
| 第7話                                                          | 8月26日 | お家騒動に潜む罠!? 会社乗っ取りを救え                     | 城宝秀則 | 3.9%   |
| 第8話                                                          | 9月02日 | カリスマ女社長の嘘 赤字隠しの罪を暴け                     | 石川淳一 | 4.7%   |
| 第9話                                                          | 9月09日 | 絶体絶命に陥った女、暴かれた過去と復讐                    | 城宝秀則 | 3.7%   |
| 最終話                                                         | 9月16日 | 危機こそチャンス…救世主の真の狙いとは？                   | 石川淳一 | 4.7%   |
| 平均視聴率5.1%（視聴率は関東地区・世帯、ビデオリサーチ社調べ） |         |                                                           |          |        |

## 映像ソフト
- 「リスクの神様」DVD-BOX、発売日 ‏ : ‎ 2016年3月2日、販売元 ‏ : ‎ ポニーキャニオン